# Wanani
Wanani, pseudonimo di Valeria Ferran (1938), è una cantante e attrice cubana naturalizzata italiana.

## Biografia
Figlia di padre cubano e di madre cinese, nel 1955 conosce il maestro Alberto Barberis, che dopo averla sentita cantare, la porta in Italia. Si esibisce in Francia, cantando anche all'Olympia di Parigi, ed ottiene il soprannome di Nuova Josephine Baker. Dopo essersi trasferita in Italia, nel 1965 incide la canzone "Vascello di Susi" nella colonna sonora del film di Federico Fellini Giulietta degli spiriti, curata da Nino Rota.
Nel 1966 realizza uno spettacolo teatrale con la regia di Luca Ronconi insieme a Marisa Fabbri e con le musiche di Leone Piccioni, basato su blues e spiritual nordamericani, con cui gira l'Italia in tour; nello stesso anno incide una sua versione di Io ti darò di più e El cangaceiro. Passa poi alla Seven Records, con cui incide alcuni 45 giri; in questo periodo partecipa a Settevoci. Nel 1969 recita in Queimada, con la regia di Gillo Pontecorvo. Nel decennio successivo continua l'attività, diradandola a poco a poco.

## Discografia parziale

### EP
- 1956: Oguere/La Hora De Los Besos/Para Que Tu Lo Bailes/Jegua Baba (Vega, Y 45 P 1944; pubblicato in Francia)

### Singoli
- 1967: Alfileres Negros/Tamborito De Panama (Columbia, ME 361; pubblicato in Spagna)
- 1968: Un male necessario/Come un francobollo (Seven Records, A/SR 101)
- 1968: So che pioverà/Io negra (Seven Records, A/SR 104)

## Filmografia parziale
- Queimada, regia di Gillo Pontecorvo (1969)